# Saison 2021-2022 de la LNH
Saison précédente Saison suivante
La saison 2021-2022 est la 104e saison de la Ligue nationale de hockey (LNH). La saison régulière voit 32 équipes jouer 82 matchs chacune ; elle commence le 12 octobre 2021 et se termine le 1er mai 2022 pour laisser place aux séries éliminatoires.

## Contexte
Après une saison précédente écourtée en raison de la pandémie de Covid-19, la LNH reprend son format initial où les équipes sont à nouveau réparties en deux associations Est et Ouest et jouent 82 matches chacune.
Le Kraken de Seattle devient la 32e franchise de la ligue. Il intègre la division Pacifique dans l'association de l'Ouest alors que les Coyotes de l'Arizona rejoignent la division Centrale afin d'avoir quatre divisions de huit équipes chacune.
Avec le retour d'une vague mondiale de contamination à la Covid-19, la LNH doit s'adapter : le 22 décembre 2021, elle annonce que les joueurs ne participeront pas aux Jeux olympiques d'hiver de 2022 ; le 29 décembre, le protocole sanitaire des personnes positives est modifié pour leur permettre un retour plus rapide ; au 31 décembre 2021, 90 matchs ont déjà été reportés par la ligue.
Le 3 avril, les Panthers de la Floride sont la première équipe qualifiée officiellement pour les séries éliminatoires. Le 24 avril, après une défaite en prolongation, les Capitals de Washington sont la huitième équipe de l'association de l'Est à atteindre 100 points. C'est la première fois de l'histoire de la LNH que 8 équipes d'une même association marquent 100 points lors de la même saison.

## Saison régulière

### Classements
Dans chaque association, les trois premières équipes de chaque division et les deux meilleures équipes restantes de l'association sont qualifiées pour les séries éliminatoires.

#### Association de l'Est
| Clt   | Équipe                 | PJ | V  | D  | DP | BP  | BC  | Pts |
| ----- | ---------------------- | -- | -- | -- | -- | --- | --- | --- |
| +001, | Panthers de la Floride | 82 | 58 | 18 | 6  | 340 | 246 | 122 |
| +002, | Maple Leafs de Toronto | 82 | 54 | 21 | 7  | 315 | 253 | 115 |
| +003, | Lightning de Tampa Bay | 82 | 51 | 23 | 8  | 287 | 233 | 110 |

| Clt   | Équipe                    | PJ | V  | D  | DP | BP  | BC  | Pts |
| ----- | ------------------------- | -- | -- | -- | -- | --- | --- | --- |
| +001, | Hurricanes de la Caroline | 82 | 54 | 20 | 8  | 278 | 202 | 116 |
| +002, | Rangers de New York       | 82 | 52 | 24 | 6  | 254 | 207 | 110 |
| +003, | Penguins de Pittsburgh    | 82 | 46 | 25 | 11 | 272 | 229 | 103 |

| Clt   | Équipe                   | Division     | PJ | V  | D  | DP | BP  | BC  | Pts |
| ----- | ------------------------ | ------------ | -- | -- | -- | -- | --- | --- | --- |
| +007, | Bruins de Boston         | Atlantic     | 82 | 51 | 26 | 5  | 255 | 220 | 107 |
| +008, | Capitals de Washington   | Metropolitan | 82 | 44 | 26 | 12 | 275 | 245 | 100 |
| +009, | Islanders de New York    | Metropolitan | 82 | 37 | 35 | 10 | 231 | 237 | 84  |
| +010, | Blue Jackets de Columbus | Metropolitan | 82 | 37 | 38 | 7  | 262 | 300 | 81  |
| +011, | Sabres de Buffalo        | Atlantic     | 82 | 32 | 39 | 11 | 232 | 290 | 75  |
| +012, | Red Wings de Détroit     | Atlantic     | 82 | 32 | 40 | 10 | 230 | 312 | 74  |
| +013, | Sénateurs d'Ottawa       | Atlantic     | 82 | 33 | 42 | 7  | 227 | 266 | 73  |
| +014, | Devils du New Jersey     | Metropolitan | 82 | 27 | 46 | 9  | 248 | 307 | 63  |
| +015, | Flyers de Philadelphie   | Metropolitan | 82 | 25 | 46 | 11 | 211 | 298 | 61  |
| +016, | Canadiens de Montréal    | Atlantic     | 82 | 22 | 49 | 11 | 221 | 319 | 55  |

- En gras et en italique : vainqueur de division
- En gras : qualifié pour les séries
- En italique : repêchée en tant que 7e ou 8e de l'association

#### Association de l'Ouest
| Clt   | Équipe                | PJ | V  | D  | DP | BP  | BC  | Pts |
| ----- | --------------------- | -- | -- | -- | -- | --- | --- | --- |
| +001, | Avalanche du Colorado | 82 | 56 | 19 | 7  | 312 | 234 | 119 |
| +002, | Wild du Minnesota     | 82 | 53 | 22 | 7  | 310 | 253 | 113 |
| +003, | Blues de Saint-Louis  | 82 | 49 | 22 | 11 | 311 | 242 | 109 |

| Clt   | Équipe               | PJ | V  | D  | DP | BP  | BC  | Pts |
| ----- | -------------------- | -- | -- | -- | -- | --- | --- | --- |
| +001, | Flames de Calgary    | 82 | 50 | 21 | 11 | 293 | 208 | 111 |
| +002, | Oilers d’Edmonton    | 82 | 49 | 27 | 6  | 290 | 252 | 104 |
| +003, | Kings de Los Angeles | 82 | 44 | 27 | 11 | 239 | 236 | 99  |

| Clt   | Équipe                  | Division | PJ | V  | D  | DP | BP  | BC  | Pts |
| ----- | ----------------------- | -------- | -- | -- | -- | -- | --- | --- | --- |
| +007, | Stars de Dallas         | Central  | 82 | 46 | 30 | 6  | 238 | 246 | 98  |
| +008, | Predators de Nashville  | Central  | 82 | 45 | 30 | 7  | 266 | 252 | 97  |
| +009, | Golden Knights de Vegas | Pacific  | 82 | 43 | 31 | 8  | 266 | 248 | 94  |
| +010, | Canucks de Vancouver    | Pacific  | 82 | 40 | 30 | 12 | 249 | 236 | 92  |
| +011, | Jets de Winnipeg        | Central  | 82 | 39 | 32 | 11 | 252 | 257 | 89  |
| +012, | Sharks de San José      | Pacific  | 82 | 32 | 37 | 13 | 214 | 264 | 77  |
| +013, | Ducks d'Anaheim         | Pacific  | 82 | 31 | 37 | 14 | 232 | 271 | 76  |
| +014, | Blackhawks de Chicago   | Central  | 82 | 28 | 42 | 12 | 219 | 291 | 68  |
| +015, | Kraken de Seattle       | Pacific  | 82 | 27 | 49 | 6  | 216 | 285 | 60  |
| +016, | Coyotes de l'Arizona    | Central  | 82 | 25 | 50 | 7  | 207 | 313 | 57  |

- En gras et en italique : vainqueur de division
- En gras : qualifié pour les séries
- En italique : repêchée en tant que 7e ou 8e de l'association

### Statistiques

#### Meilleurs pointeurs
| Nom                | Équipe                 | PJ | B  | A  | Pts | +/- | Pun |
| ------------------ | ---------------------- | -- | -- | -- | --- | --- | --- |
| Connor McDavid     | Oilers d'Edmonton      | 80 | 44 | 79 | 123 | +28 | 45  |
| John Gaudreau      | Flames de Calgary      | 82 | 40 | 75 | 115 | +64 | 26  |
| Jonathan Huberdeau | Panthers de la Floride | 80 | 30 | 85 | 115 | +35 | 54  |
| Leon Draisaitl     | Oilers d'Edmonton      | 80 | 55 | 55 | 110 | +17 | 40  |
| Kirill Kaprizov    | Wild du Minnesota      | 81 | 47 | 61 | 108 | +27 | 34  |
| Auston Matthews    | Maple Leafs de Toronto | 73 | 60 | 46 | 106 | +20 | 18  |
| Steven Stamkos     | Lightning de Tampa Bay | 81 | 42 | 64 | 106 | +24 | 36  |
| Matthew Tkachuk    | Flames de Calgary      | 82 | 42 | 62 | 104 | +57 | 68  |
| Jonathan Miller    | Canucks de Vancouver   | 80 | 32 | 67 | 99  | +15 | 47  |
| Mitchell Marner    | Maple Leafs de Toronto | 72 | 35 | 62 | 97  | +23 | 16  |

#### Meilleurs gardiens
Ci-dessous les meilleurs gardiens de la saison régulière ayant au moins disputé 25 matches.
| Nom                | Équipe                    | PJ | V  | D  | Pr. | Min           | BC  | Moy  | %Arr | Bl |
| ------------------ | ------------------------- | -- | -- | -- | --- | ------------- | --- | ---- | ---- | -- |
| Igor Chestiorkine  | Rangers de New York       | 53 | 36 | 13 | 4   | 3070 min 32 s | 106 | 2,07 | 93,5 | 6  |
| Frederik Andersen  | Hurricanes de la Caroline | 52 | 35 | 14 | 3   | 3070 min 53 s | 111 | 2,17 | 92,2 | 4  |
| Jacob Markström    | Flames de Calgary         | 63 | 37 | 15 | 9   | 3695 min 50 s | 137 | 2,22 | 92,2 | 9  |
| Ilia Sorokine      | Islanders de New York     | 52 | 26 | 18 | 8   | 3072 min 17 s | 123 | 2,4  | 92,5 | 7  |
| Jeremy Swayman     | Bruins de Boston          | 41 | 23 | 14 | 3   | 2390 min 14 s | 96  | 2,41 | 91,4 | 3  |
| Tristan Jarry      | Penguins de Pittsburgh    | 58 | 34 | 18 | 6   | 3415 min 11 s | 138 | 2,42 | 91,9 | 4  |
| Linus Ullmark      | Bruins de Boston          | 41 | 26 | 10 | 2   | 2330 min 26 s | 95  | 2,45 | 91,7 | 1  |
| Antti Raanta       | Hurricanes de la Caroline | 28 | 15 | 5  | 4   | 1516 min 38 s | 62  | 2,45 | 91,2 | 2  |
| Andreï Vassilevski | Lightning de Tampa Bay    | 63 | 39 | 18 | 5   | 3760 min 45 s | 156 | 2,49 | 91,6 | 2  |
| Jakob Oettinger    | Stars de Dallas           | 48 | 30 | 15 | 1   | 2707 min 36 s | 114 | 2,53 | 91,4 | 1  |

## Séries éliminatoires
Les trois meilleures équipes de chaque division sont qualifiées ainsi que les équipes classées aux 7e et 8e places de chaque association, sans distinction de division. La meilleure équipe de chaque association rencontre la 8e et la première équipe de l'autre division rencontre la 7e. Les équipes classées aux 2e et 3e places de chaque division se rencontrent dans la partie de tableau où se situe le champion de leur division. Toutes les séries sont jouées au meilleur des sept matchs. Les deux premiers matchs sont joués chez l'équipe la mieux classée à l'issue de la saison puis les deux suivants sont joués chez l'autre équipe. Si une cinquième, une sixième voire une septième rencontre sont nécessaires, elles sont jouées alternativement chez les deux équipes en commençant par la mieux classée.
|  | Quarts de finale d'association | Quarts de finale d'association | Quarts de finale d'association | Quarts de finale d'association |    |           | Demi-finales d'association | Demi-finales d'association | Demi-finales d'association | Demi-finales d'association |  |  | Finales d'association | Finales d'association | Finales d'association | Finales d'association |  |  | Finale de la Coupe Stanley | Finale de la Coupe Stanley | Finale de la Coupe Stanley | Finale de la Coupe Stanley |
|  |                                |                                |                                |                                |    |           |                            |                            |                            |                            |  |  |                       |                       |                       |                       |  |  |                            |                            |                            |                            |
|  |                                |                                |                                |                                |    |           |                            |                            |                            |                            |  |  |                       |                       |                       |                       |  |  |                            |                            |                            |                            |
|  | A1                             | Floride                        | 4                              | 4                              |    |           |                            |                            |                            |                            |  |  |                       |                       |                       |                       |  |  |                            |                            |                            |                            |
|  | A1                             | Floride                        | 4                              | 4                              |    |           |                            |                            |                            |                            |  |  |                       |                       |                       |                       |  |  |                            |                            |                            |                            |
|  | E8                             | Washington                     | 2                              | 2                              |    |           |                            |                            |                            |                            |  |  |                       |                       |                       |                       |  |  |                            |                            |                            |                            |
|  | E8                             | Washington                     | 2                              | 2                              | A1 | Floride   | 0                          | 0                          |                            |                            |  |  |                       |                       |                       |                       |  |  |                            |                            |                            |                            |
|  |                                |                                |                                |                                | A1 | Floride   | 0                          | 0                          |                            |                            |  |  |                       |                       |                       |                       |  |  |                            |                            |                            |                            |
|  |                                |                                | A3                             | Tampa Bay                      | 4  | 4         |                            |                            |                            |                            |  |  |                       |                       |                       |                       |  |  |                            |                            |                            |                            |
|  | A2                             | Toronto                        | A3                             | Tampa Bay                      | 4  | 4         | 3                          | 3                          |                            |                            |  |  |                       |                       |                       |                       |  |  |                            |                            |                            |                            |
|  | A2                             | Toronto                        |                                |                                |    |           |                            | 3                          |                            |                            |  |  |                       |                       |                       |                       |  |  |                            |                            |                            |                            |
|  | A3                             | Tampa Bay                      | 4                              | 4                              |    |           |                            |                            |                            |                            |  |  |                       |                       |                       |                       |  |  |                            |                            |                            |                            |
|  | A3                             | Tampa Bay                      | 4                              | 4                              | A3 | Tampa Bay | 4                          | 4                          |                            |                            |  |  |                       |                       |                       |                       |  |  |                            |                            |                            |                            |
|  |                                |                                |                                |                                | A3 | Tampa Bay | 4                          | 4                          |                            |                            |  |  |                       |                       |                       |                       |  |  |                            |                            |                            |                            |
|  |                                |                                | M2                             | New York                       | 2  | 2         |                            |                            |                            |                            |  |  |                       |                       |                       |                       |  |  |                            |                            |                            |                            |
|  | M1                             | Caroline                       | M2                             | New York                       | 2  | 2         | 4                          | 4                          |                            |                            |  |  |                       |                       |                       |                       |  |  |                            |                            |                            |                            |
|  | M1                             | Caroline                       |                                |                                |    |           |                            | 4                          |                            |                            |  |  |                       |                       |                       |                       |  |  |                            |                            |                            |                            |
|  | E7                             | Boston                         | 3                              | 3                              |    |           |                            |                            |                            |                            |  |  |                       |                       |                       |                       |  |  |                            |                            |                            |                            |
|  | E7                             | Boston                         | 3                              | 3                              | M1 | Caroline  | 3                          | 3                          |                            |                            |  |  |                       |                       |                       |                       |  |  |                            |                            |                            |                            |
|  |                                |                                |                                |                                | M1 | Caroline  | 3                          | 3                          |                            |                            |  |  |                       |                       |                       |                       |  |  |                            |                            |                            |                            |
|  |                                |                                | M2                             | New York                       | 4  | 4         |                            |                            |                            |                            |  |  |                       |                       |                       |                       |  |  |                            |                            |                            |                            |
|  | M2                             | New York                       | M2                             | New York                       | 4  | 4         | 4                          | 4                          |                            |                            |  |  |                       |                       |                       |                       |  |  |                            |                            |                            |                            |
|  | M2                             | New York                       |                                |                                |    |           |                            | 4                          |                            |                            |  |  |                       |                       |                       |                       |  |  |                            |                            |                            |                            |
|  | M3                             | Pittsburgh                     | 3                              | 3                              |    |           |                            |                            |                            |                            |  |  |                       |                       |                       |                       |  |  |                            |                            |                            |                            |
|  | M3                             | Pittsburgh                     | 3                              | 3                              | A3 | Tampa Bay | 2                          | 2                          |                            |                            |  |  |                       |                       |                       |                       |  |  |                            |                            |                            |                            |
|  |                                |                                |                                |                                | A3 | Tampa Bay | 2                          | 2                          |                            |                            |  |  |                       |                       |                       |                       |  |  |                            |                            |                            |                            |
|  |                                |                                | C1                             | Colorado                       | 4  | 4         |                            |                            |                            |                            |  |  |                       |                       |                       |                       |  |  |                            |                            |                            |                            |
|  | C1                             | Colorado                       | C1                             | Colorado                       | 4  | 4         | 4                          | 4                          |                            |                            |  |  |                       |                       |                       |                       |  |  |                            |                            |                            |                            |
|  | C1                             | Colorado                       |                                |                                |    |           |                            | 4                          |                            |                            |  |  |                       |                       |                       |                       |  |  |                            |                            |                            |                            |
|  | O8                             | Nashville                      | 0                              | 0                              |    |           |                            |                            |                            |                            |  |  |                       |                       |                       |                       |  |  |                            |                            |                            |                            |
|  | O8                             | Nashville                      | 0                              | 0                              | C1 | Colorado  | 4                          | 4                          |                            |                            |  |  |                       |                       |                       |                       |  |  |                            |                            |                            |                            |
|  |                                |                                |                                |                                | C1 | Colorado  | 4                          | 4                          |                            |                            |  |  |                       |                       |                       |                       |  |  |                            |                            |                            |                            |
|  |                                |                                | C3                             | Saint-Louis                    | 2  | 2         |                            |                            |                            |                            |  |  |                       |                       |                       |                       |  |  |                            |                            |                            |                            |
|  | C2                             | Minnesota                      | C3                             | Saint-Louis                    | 2  | 2         | 2                          | 2                          |                            |                            |  |  |                       |                       |                       |                       |  |  |                            |                            |                            |                            |
|  | C2                             | Minnesota                      |                                |                                |    |           |                            | 2                          |                            |                            |  |  |                       |                       |                       |                       |  |  |                            |                            |                            |                            |
|  | C3                             | Saint-Louis                    | 4                              | 4                              |    |           |                            |                            |                            |                            |  |  |                       |                       |                       |                       |  |  |                            |                            |                            |                            |
|  | C3                             | Saint-Louis                    | 4                              | 4                              | C1 | Colorado  | 4                          | 4                          |                            |                            |  |  |                       |                       |                       |                       |  |  |                            |                            |                            |                            |
|  |                                |                                |                                |                                | C1 | Colorado  | 4                          | 4                          |                            |                            |  |  |                       |                       |                       |                       |  |  |                            |                            |                            |                            |
|  |                                |                                | P2                             | Edmonton                       | 0  | 0         |                            |                            |                            |                            |  |  |                       |                       |                       |                       |  |  |                            |                            |                            |                            |
|  | P1                             | Calgary                        | P2                             | Edmonton                       | 0  | 0         | 4                          | 4                          |                            |                            |  |  |                       |                       |                       |                       |  |  |                            |                            |                            |                            |
|  | P1                             | Calgary                        |                                |                                |    |           |                            | 4                          |                            |                            |  |  |                       |                       |                       |                       |  |  |                            |                            |                            |                            |
|  | O7                             | Dallas                         | 3                              | 3                              |    |           |                            |                            |                            |                            |  |  |                       |                       |                       |                       |  |  |                            |                            |                            |                            |
|  | O7                             | Dallas                         | 3                              | 3                              | P1 | Calgary   | 1                          | 1                          |                            |                            |  |  |                       |                       |                       |                       |  |  |                            |                            |                            |                            |
|  |                                |                                |                                |                                | P1 | Calgary   | 1                          | 1                          |                            |                            |  |  |                       |                       |                       |                       |  |  |                            |                            |                            |                            |
|  |                                |                                | P2                             | Edmonton                       | 4  | 4         |                            |                            |                            |                            |  |  |                       |                       |                       |                       |  |  |                            |                            |                            |                            |
|  | P2                             | Edmonton                       | P2                             | Edmonton                       | 4  | 4         | 4                          | 4                          |                            |                            |  |  |                       |                       |                       |                       |  |  |                            |                            |                            |                            |
|  | P2                             | Edmonton                       |                                |                                |    |           |                            | 4                          |                            |                            |  |  |                       |                       |                       |                       |  |  |                            |                            |                            |                            |
|  | P3                             | Los Angeles                    | 3                              | 3                              |    |           |                            |                            |                            |                            |  |  |                       |                       |                       |                       |  |  |                            |                            |                            |                            |
|  | P3                             | Los Angeles                    | 3                              | 3                              |    |           |                            |                            |                            |                            |  |  |                       |                       |                       |                       |  |  |                            |                            |                            |                            |
|  |                                |                                |                                |                                |    |           |                            |                            |                            |                            |  |  |                       |                       |                       |                       |  |  |                            |                            |                            |                            |

## Récompenses

### Trophées
| Trophée                                                                                     | Vainqueur                                                     | Finalistes                                                                            |
| ------------------------------------------------------------------------------------------- | ------------------------------------------------------------- | ------------------------------------------------------------------------------------- |
| Trophée William-M.-Jennings Gardiens de l'équipe ayant accordé le moins de buts             | Frederik Andersen et Antti Raanta (Hurricanes de la Caroline) | -                                                                                     |
| Trophée Maurice-Richard Meilleur buteur de la saison                                        | Auston Matthews (Maple Leafs de Toronto) avec 60 buts         | -                                                                                     |
| Trophée Art-Ross Meilleur pointeur de la saison                                             | Connor McDavid (Oilers d'Edmonton) avec 123 points            | -                                                                                     |
| Trophée Lady Byng Joueur avec le meilleur esprit sportif                                    | Kyle Connor (Jets de Winnipeg)                                | - Jaccob Slavin (Hurricanes de la Caroline) - Jared Spurgeon (Wild du Minnesota)      |
| Trophée Calder Meilleur joueur recrue                                                       | Moritz Seider (Red Wings de Détroit)                          | - Michael Bunting (Maple Leafs de Toronto) - Trevor Zegras (Ducks d'Anaheim)          |
| Trophée Frank-J.-Selke Meilleur attaquant défensif                                          | Patrice Bergeron (Bruins de Boston)                           | - Aleksander Barkov (Panthers de la Floride) - Elias Lindholm (Flames de Calgary)     |
| Trophée Vézina Meilleur gardien de but                                                      | Igor Chestiorkine (Rangers de New York)                       | - Jacob Markström (Flames de Calgary) - Juuse Saros (Predators de Nashville)          |
| Trophée James-Norris Meilleur défenseur                                                     | Cale Makar (Avalanche du Colorado)                            | - Victor Hedman (Lightning de Tampa Bay) - Roman Josi (Predators de Nashville)        |
| Trophée Mark-Messier Joueur au plus grand leadership                                        | Anže Kopitar (Kings de Los Angeles)                           | -                                                                                     |
| Trophée Bill-Masterton Joueur avec le plus de qualités de persévérance et d'esprit d'équipe | Carey Price (Canadiens de Montreal)                           | - Zdeno Chara (Islanders de New York) - Kevin Hayes (Flyers de Philadelphie)          |
| Trophée Hart Meilleur joueur selon les journalistes                                         | Auston Matthews (Maple Leafs de Toronto)                      | - Connor McDavid (Oilers d'Edmonton) - Igor Chestiorkine (Rangers de New York)        |
| Trophée Ted-Lindsay Meilleur joueur selon les joueurs                                       | Auston Matthews (Maple Leafs de Toronto)                      | - Roman Josi (Predators de Nashville) - Connor McDavid (Oilers d'Edmonton)            |
| Trophée Jack-Adams Meilleur entraîneur                                                      | Darryl Sutter (Flames de Calgary)                             | - Andrew Brunette (Panthers de la Floride) - Gerard Gallant (Rangers de New York)     |
| Trophée Jim-Gregory Meilleur directeur général                                              | Joseph Sakic (Avalanche du Colorado)                          | - Christopher Drury (Rangers de New York) - Julien BriseBois (Lightning de Tampa Bay) |
| Trophée Conn-Smythe Meilleur joueur des séries                                              | Cale Makar (Avalanche du Colorado)                            | -                                                                                     |
| Trophée King-Clancy Contribution à la communauté                                            | Pernell Karl Subban (Devils du New Jersey)                    | - Ryan Getzlaf (Ducks d'Anaheim) - Darnell Nurse (Oilers d'Edmonton)                  |
| Trophée Lester-Patrick Services rendus au hockey aux États-Unis                             | Warren Strelow (en) (à titre posthume)                        | -                                                                                     |

| Trophée                                                                                         | Équipe                 |
| ----------------------------------------------------------------------------------------------- | ---------------------- |
| Trophée des présidents Équipe de la saison régulière avec le plus de points                     | Panthers de la Floride |
| Trophée Prince de Galles Vainqueur de la finale de l'association de l'Est lors des séries       | Lightning de Tampa Bay |
| Trophée Clarence-S.-Campbell Vainqueur de la finale de l'association de l'Ouest lors des séries | Avalanche du Colorado  |
| Coupe Stanley Vainqueur des séries                                                              | Avalanche du Colorado  |

### Équipes d'étoiles
| Position       | Joueur            | Équipe                 |
| -------------- | ----------------- | ---------------------- |
| Gardien de but | Igor Chestiorkine | Rangers de New York    |
| Défenseur      | Roman Josi        | Predators de Nashville |
| Défenseur      | Cale Makar        | Avalanche du Colorado  |
| Ailier gauche  | John Gaudreau     | Flames de Calgary      |
| Centre         | Auston Matthews   | Maple Leafs de Toronto |
| Ailier droit   | Mitchell Marner   | Maple Leafs de Toronto |

| Position       | Joueur             | Équipe                 |
| -------------- | ------------------ | ---------------------- |
| Gardien de but | Jacob Markström    | Flames de Calgary      |
| Défenseur      | Victor Hedman      | Lightning de Tampa Bay |
| Défenseur      | Charles McAvoy     | Bruins de Boston       |
| Ailier gauche  | Jonathan Huberdeau | Panthers de la Floride |
| Centre         | Connor McDavid     | Oilers d'Edmonton      |
| Ailier droit   | Matthew Tkachuk    | Flames de Calgary      |

| Position       | Joueur            | Équipe                 |
| -------------- | ----------------- | ---------------------- |
| Gardien de but | Jeremy Swayman    | Bruins de Boston       |
| Défenseur      | Alexandre Carrier | Predators de Nashville |
| Défenseur      | Moritz Seider     | Red Wings de Détroit   |
| Attaquant      | Michael Bunting   | Maple Leafs de Toronto |
| Attaquant      | Lucas Raymond     | Red Wings de Détroit   |
| Attaquant      | Trevor Zegras     | Ducks d'Anaheim        |